# Блугерс, Теодорс
Теодорс Блугерс (латыш. Teodors Bļugers; род. 15 августа 1994, Рига) — латвийский хоккеист, центральный нападающий клуба НХЛ «Ванкувер Кэнакс». Он был выбран под 52-м общим номером на драфте НХЛ 2012 года, что делает его третьим по величине выбранным латвийским хоккеистом на драфтах НХЛ после Земгуса Гиргенсона (№ 14) и Сандиса Озолиньша (№ 30). Обладатель Кубка Стэнли 2023 года.

## Игровая карьера

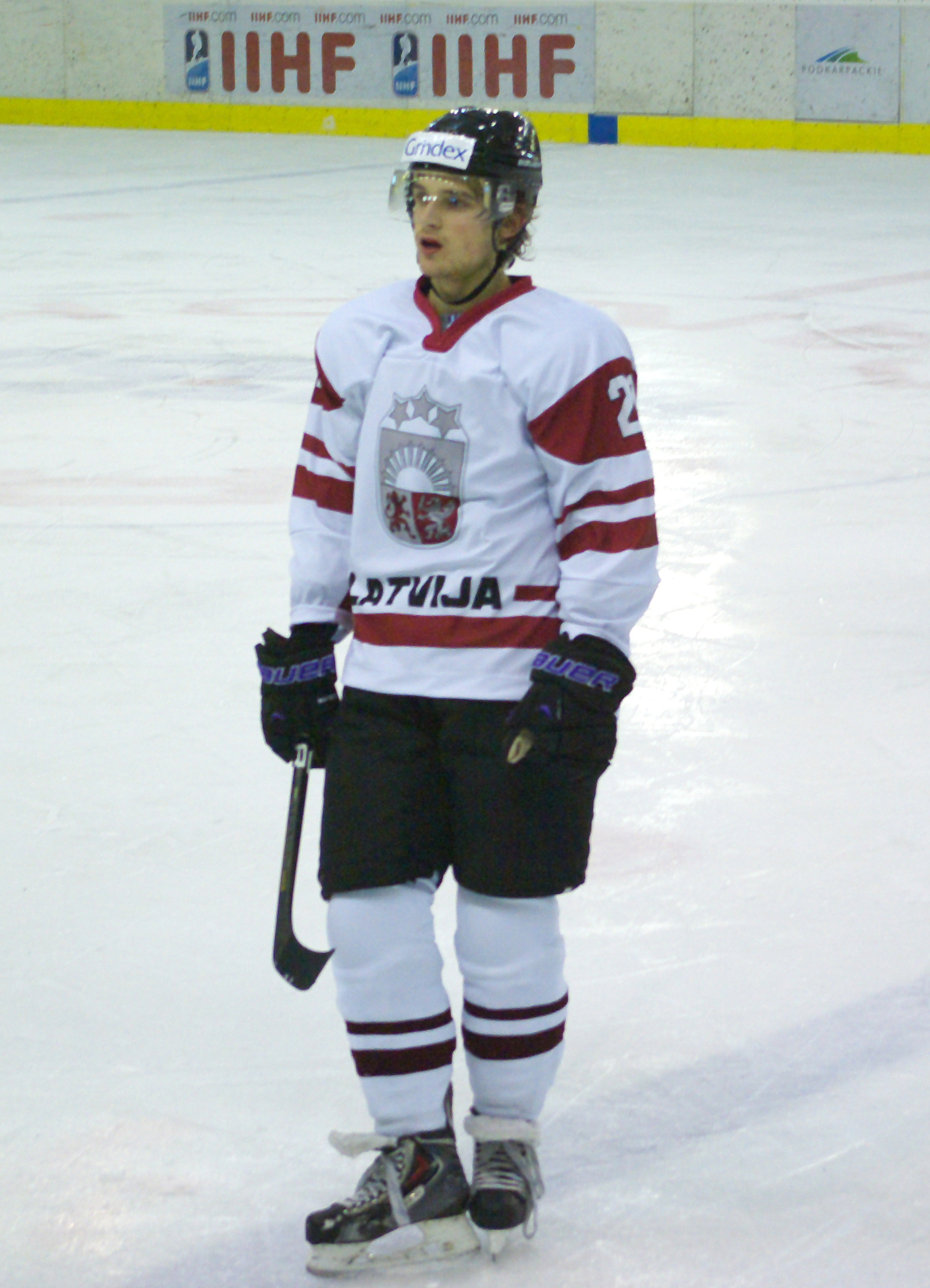
В юниорской сборной в 2013 году

Блугерс начал играть в хоккейной школе BHS, основанной бывшим игроком рижского «Динамо» Хельмутом Балдерисом.
В 2009 году Блугерс переехал в Северную Америку, чтобы играть в младших лигах. Он поступил в Университет штата Миннесота в Манкейто, и провёл за его команду четыре сезона в NCAA с 2012 по 2016 годы. Блугерс был выбран в команду всех звёзд турнира WCHA (Западная Университетская Хоккейная Ассоциация) в 2014 году. В сезоне 2015/2016 Блугерс был выбран в Первую команду всех звёзд турнира WCHA.
22 марта 2016 года Блугерс подписал соглашение начального уровня с «Питтсбург Пингвинз». Сезон 2015/2016 он закончил в фарм-клубе «Пингвинз» «Уилкс-Барре/Скрэнтон Пингвинз» в АХЛ, сыграв 10 матчей в регулярке и 10 в плей-офф, отдав один пас. В своём первом полном сезоне в АХЛ Блугерс установил новый рекорд франшизы для новичком в показателе плюс-минус (+24).
Блугерс дебютировал в НХЛ 30 января 2019 года в игре против «Тампа-Бэй Лайтнинг». 1 февраля 2019 года Блугерс забил свой первый гол в НХЛ в матче против «Оттава Сенаторз».
16 июля 2019 года Блугерс подписал с «Пингвинз» двухлетний односторонний контракт со среднегодовой зарплатой 750 000 долларов США.
17 января 2021 года Блугерс провёл свою 100-ю игру в НХЛ в матче против «Вашингтон Кэпиталз», отдав голевую передачу.
1 марта 2023 года Блугерс был обменян в «Вегас Голден Найтс»  на выбор в третьем раунде драфта 2024 года и проспекта Питера ДиЛибераторе.
По окончании сезона клуб не стал продлевать с ним соглашение, и в качестве свободного агента 1 июля 2023 года Блугерс подписал годовой контракт с «Ванкувер Кэнакс» на сумму $1,9 млн.

## Международная карьера
Блугерс представлял Латвию на международном юношеском уровне, выступая на Чемпионате мира среди юниоров 2011 года и на четырёх чемпионатах мира среди молодёжных команд. Он дебютировал за основную сборную на Чемпионате мира 2017 года. В 2018 и 2019 годах он также принимал участие в Чемпионате мира.

## Личная жизнь
У Теодорса есть младший брат, Роберт, который также играет в хоккей.